# Кисельяк, Марие
Марие Кисельяк (хорв. Marije Kiseljak; 21 октября 1883 — 25 декабря 1947) — хорватский математик, преподаватель, автор учебников и специалист в области теории чисел.

## Биография
Марие Кисельяк родился в портовом городе на побережье Адриатического моря в семье врача. В 1901 году он окончил одну из гимназий в городе Сушак, после чего отправился в столицу Австро-Венгрии, где сперва получил образование в Венской технической школе, а затем стал одним из студентов философского факультета Венского университета, где его преподавателями были Людвиг Больцман, Фердинанд фон Линдеман и Вильгельм Рентген. Покинув Венский университет, Кисельяк отправился в Германию, где 1904/05 учебный год провёл в стенах Мюнхенского университета. Уехав из Мюнхена, он вернулся в Венский университет, где в 1905 году защитил докторскую диссертацию по теме, связанной с теорией чисел. Спустя год Кисельяк вернулся в Сушак, где на следующие четыре года занял пост учителя в одной из средних школ города. В 1910 году он переехал в Загреб, где обосновался также в качестве школьного преподавателя. В 1914 году после годичной стажировки в Гёттингенском университете, Марие Кисельяк занял пост профессора алгебры на философском факультете Загребского университета, а спустя ещё два года в том же качестве он пополнил преподавательский штат Академии лесного хозяйства.
В 1919 году Марие Кисельяк присоединился к первому профессорскому составу только что созданной Высшей технической школы, в которой уже через год ему доверили пост ректора заведения. В том же 1920 году он написал учебник по высшей математике «Udžbenik više matematike I», который задумывался автором как первая книга из целой серии учебных пособий на эту тему, однако из-за стечения обстоятельств задумка Кисельяка не была реализована. В 1926 году, после преобразования Высшей технической школы в Технический факультет Загребского университета Кисельяк покинул его преподавательский состав, но в 1935 году он вернулся и продолжил вести лекции по математике вплоть до 1940 года.